# Barry Town United F.C.
Barry Town United F.C. (wal. Clwb Pêl-droed Tref Unedig Y Barri) – walijski klub piłkarski z siedzibą w mieście Barry.

## Osiągnięcia
- Mistrz Walii (7): 1995/96, 1996/97, 1997/98, 1998/99, 2000/01, 2001/02, 2002/03
- Wicemistrz Walii: 1999/00
- Puchar Walii (6): 1954/55, 1993/94, 1996/97, 2000/01, 2001/02, 2002/03
- Finał Pucharu Walii: 1995/96
- Puchar Ligi Walijskiej (4): 1996/97, 1997/98, 1998/99, 1999/00

## Historia
Klub założony został w listopadzie 1912 roku pod nazwą Barry AFC i przystąpił do rozgrywek Ligi Południowej (Southern Football League). W 1931 roku klub zmienił nazwę na Barry Town.
W Lidze Południowej Barry Town grał ponad 60 lat, a najlepszym miejscem była czwarta pozycja uzyskana w latach 30. Klub wielokrotnie brał udział w Pucharze Anglii (FA Cup), a jednym z sukcesów był remis 1:1 z Queens Park Rangers w sezonie 1961/62. Przez wiele lal największym sukcesem klubu było dotarcie do finału Pucharu Walii (Welsh Cup) w 1955 roku, gdzie Barry Town pokonał 4:3 Chester City.
Po utworzeniu ligi walijskiej Barry Town w sezonie 1993/94 awansował do pierwszej ligi. W sezonie 1995/96 zdobył swój pierwszy tytuł mistrza Walii, a w następnym sezonie obok kolejnego mistrzostwa klub po raz pierwszy od 1955 roku zdobył Puchar Walii, a do tego Puchar Ligi (Welsh League Cup). Sukcesy w lidze walijskiej pozwoliły klubowi zadebiutować w europejskich pucharach.

## Europejskie puchary
Legenda do wszystkich tabel:
- Q – runda eliminacyjna, 1/16, 1/8, 1/4, 1/2 – odpowiednia faza rozgrywek, Grupa – runda grupowa, 1r gr – pierwsza runda grupowa, 2r gr – druga runda grupowa, F – finał, R – runda, PO – play-off
- k. – rzuty karne, los. – losowanie, Dogr. – dogrywka, w. – zasada bramek strzelonych na wyjeździe

| Sezon     | Rozgrywki                 | Runda | Klub              | Dom     | Wyjazd  | Ogólnie     |
| --------- | ------------------------- | ----- | ----------------- | ------- | ------- | ----------- |
| 1994/95   | Puchar Zdobywców Pucharów | Q     | Žalgiris Wilno    | 0–1     | 0–6     | 0–7         |
| 1996/97   | Puchar UEFA               | 1Q    | FK Dinaburg       | 0–0     | 2–1     | 2–1         |
| 1996/97   | Puchar UEFA               | 2Q    | Budapesti Vasutas | 3–1     | 1–3     | 4–4, k: 4–2 |
| 1996/97   | Puchar UEFA               | 1R    | Aberdeen          | 3–3     | 1–3     | 4–6         |
| 1997/98   | Liga Mistrzów             | 1Q    | Dynamo Kijów      | 0–4     | 0–2     | 0–6         |
| 1998/99   | Liga Mistrzów             | 1Q    | Dynamo Kijów      | 1–2     | 0–8     | 1–10        |
| 1999/2000 | Liga Mistrzów             | 1Q    | Valletta          | 0–0     | 2–3     | 2–3         |
| 2000/01   | Puchar UEFA               | Q     | Boavista FC       | 0–3     | 0–2     | 0–5         |
| 2001/02   | Liga Mistrzów             | 1Q    | FK Şəmkir         | 2–0     | 1–0     | 3–0         |
| 2001/02   | Liga Mistrzów             | 2Q    | FC Porto          | 3–1     | 0–8     | 3–9         |
| 2002/03   | Liga Mistrzów             | 1Q    | Skonto            | 0–1     | 0–5     | 0–6         |
| 2003/04   | Liga Mistrzów             | 1Q    | Wardar Skopje     | 2–1     | 0–3     | 2–4         |
| 2019/20   | Liga Europy               | PQ    | Cliftonville      | 0–0     | 0–4     | 0–4         |
| 2020/21   | Liga Europy               | PQ    | NSÍ Runavík       | 1–5 (W) | 1–5 (W) | 1–5 (W)     |